# Scambio di link
Lo Scambio di link (ovvero lo scambio di collegamenti ipertestuali) è una tecnica utilizzata comunemente sui siti internet come strumento di marketing per promuovere la notorietà e il numero di visitatori dei siti coinvolti.
Lo scambio consiste nell'accordo tra i gestori di due o più siti per aggiungere ai propri siti link diretti che li collegano reciprocamente. Non si tratta di normali link inseriti nel testo o in altri elementi di una pagina del sito (per consentire, ad esempio, approfondimenti agli utenti), ma di link aggiunti appositamente per promuovere gli altri siti; essi compaiono solitamente nell'home page o in un'apposita pagina denominata ad esempio "Siti amici".
In pratica i siti si fanno pubblicità reciproca con il relativo vantaggio (in termini di nuovi utenti o visitatori) che i due siti possono avere.
I link sono diretti e gestiti nella pagina del sito senza appoggiarsi a siti terzi, e solitamente l'accordo di scambio link viene deciso direttamente tra i gestori. Queste caratteristiche lo differenziano da una tecnica simile, il web ring.
La mancanza di un pagamento sotto forma di denaro (lo scambio di link costituisce di fatto una sorta di baratto) rende tale tecnica utilizzabile anche da parte di siti amatoriali, ovvero senza scopo di lucro.

## Gli Scambi di links e Google
Visto che i motori di ricerca, tra cui anche Google, utilizzano anche i links che una pagina web od un sito internet ha ricevuto per far sì che questa si posizioni tra i risultati di ricerca organici, fare lo scambio di link potrebbe sfalsare la classifica dei risultati di ricerca, per cui, se si scambiano link allo scopo di aumentare il posizionamento od il PageRank si riceve una penalizzazione da Google.
Seppur questa obsoleta tecnica SEO non sia ben vista dalla maggior parte dei motori di ricerca, dato che in Italia la maggior parte della popolazione usa Google, e chi ha un sito internet "vuole stare su Google" è giusto dire come Google tratta gli schemi di link.